# هری هوپر (بازیکن فوتبال)
هری هوپر (انگلیسی: Harry Hooper; ۱۴ ژوئن ۱۹۳۳ – ۲۶ اوت ۲۰۲۰) بازیکن فوتبال اهل انگلستان بود.
از باشگاه‌هایی که در آن بازی کرده‌است می‌توان به باشگاه فوتبال هینور تاون، باشگاه فوتبال ساندرلند، باشگاه فوتبال بیرمنگام سیتی، باشگاه فوتبال وستهام یونایتد، باشگاه فوتبال ولورهمپتون واندررز، باشگاه فوتبال کترینگ تاون، و باشگاه فوتبال دانستیبل تاون اشاره کرد.
وی همچنین در تیم‌های ملی فوتبال انگلستان ب و زیر ۲۱ سال انگلستان بازی کرده‌است.